# The Buckinghams
The Buckinghams war eine US-amerikanische Rockgruppe der 1960er Jahre.

## Wirken
Gegründet wurde die Band in Chicago/Illinois. 1966 erhielten sie einen ersten Schallplatten-Vertrag bei der kleinen Plattenfirma „U.S.A. Records“, und bereits die erste Single Kind Of A Drag wurde zum Nummer-1-Hit in den USA.
Danach wechselte die Band zu Columbia Records, einem Major Label und bekamen James William Guercio als Songschreiber und Produzenten. Im Verlaufe eines Jahres vom März 1967 bis zum Februar 1968 gelangen den Buckinghams vier weitere Top-20-Hits: Don’t You Care erreichte Platz 6, Mercy, Mercy, Mercy Platz 5, Hey Baby (They’re Playing Our Song) Platz 12 und Susan erreichte Anfang 1968 Platz 11. Obwohl Guercio als Mitglied von Frank Zappas Band The Mothers (einem Vorläufer der später bekannt gewordenen The Mothers of Invention) über einige Erfahrung und Kontakte verfügte, blieb weiterer Erfolg aus. Lediglich ihre Single Back In Love Again konnte 1968 noch einmal einen Platz 57 in den Pop-Charts erreichen.
Die fünf von 1967 bis 1969 von den Buckinghams erschienenen Alben konnten sich alle in den Album-Charts platzieren, wenn auch nur in den unteren Regionen. 1967 erreichten Kind Of A Drag und Time And Changes Platzierungen in den Charts, 1968 Portraits und In One Ear And Gone Tomorrow, 1969 der Sampler The Buckinghams' Greatest Hits.
Die Gruppe verschwand in der Versenkung, spätere Comeback-Versuche blieben erfolglos. 1973 nahmen Dennis Tufano und Carl Giamarese als Duo Platten auf. Martin Grebb gründete die Band The Fabulous Rhinestones.

## Mitglieder
- Dennis Tufano (* 11. November 1948 in Chicago), Gesang
- Dennis Miccoli (* 2. November 1947 in Chicago), Keyboard

1967 ersetzt durch Martin Grebb
- Nicholas Fortune (* 4. Mai 1946 in Chicago), Bass
- Carl Giamarese (* 21. August 1947 in Chicago), Gitarre
- Jon Jon Paulos (* 31. März 1948 in Chicago; † 26. März 1980 an einer Überdosis), Schlagzeug

## Diskografie

### Studioalben
| Jahr | Titel                        | Höchstplatzierung, Gesamtwochen, AuszeichnungChartsChartplatzierungen (Jahr, Titel, Platzierungen, Wochen, Auszeichnungen, Anmerkungen) | Anmerkungen                        |
| Jahr | Titel                        | US | Anmerkungen                        |
| ---- | ---------------------------- | --- | ---------------------------------- |
| 1967 | Kind of a Drag               | US109 (8 Wo.)US | Erstveröffentlichung: März 1967    |
| 1967 | Time and Charges             | US58 (23 Wo.)US | Erstveröffentlichung: August 1967  |
| 1968 | Portraits                    | US53 (16 Wo.)US | Erstveröffentlichung: März 1968    |
| 1968 | In One Ear and Gone Tomorrow | US161 (5 Wo.)US | Erstveröffentlichung: Oktober 1968 |
| 1969 | Greatest Hits                | US73 (12 Wo.)US | Erstveröffentlichung: Juli 1969    |

Weitere Veröffentlichungen
- 1975: Made In Chicago
- 1985: A Matter Of Time
- 1991: Mercy, Mercy, Mercy: A Collection
- 1998: Terra Firma
- 2006: Live and Well
- 2007: Reaching Back
- 2008: Standing Room Only
- 2008: The Joy of Christmas
- 2010: Up Close

### Singles
| Jahr | Titel Album                                     | Höchstplatzierung, Gesamtwochen, AuszeichnungChartsChartplatzierungen (Jahr, Titel, Album, Platzierungen, Wochen, Auszeichnungen, Anmerkungen) | Anmerkungen                         |
| Jahr | Titel Album                                     | US | Anmerkungen                         |
| ---- | ----------------------------------------------- | --- | ----------------------------------- |
| 1966 | Kind of a Drag Kind Of A Drag                   | US1 (13 Wo.)US | Erstveröffentlichung: Dezember 1966 |
| 1967 | Lawdy Miss Clawdy Kind Of A Drag                | US41 (6 Wo.)US | Erstveröffentlichung: Februar 1967  |
| 1967 | Don’t You Care Time & Charges                   | US6 (14 Wo.)US | Erstveröffentlichung: Februar 1967  |
| 1967 | Mercy, Mercy, Mercy Time & Charges              | US5 (12 Wo.)US | Erstveröffentlichung: Juni 1967     |
| 1967 | Hey Baby (They’re Playing Our Song) Portraits   | US12 (10 Wo.)US | Erstveröffentlichung: August 1967   |
| 1967 | Susan Portraits                                 | US11 (12 Wo.)US | Erstveröffentlichung: November 1967 |
| 1968 | Back In Love Again In One Ear and Gone Tomorrow | US57 (6 Wo.)US | Erstveröffentlichung: Mai 1968      |